# Température plafond
La température plafond (Tc) est une mesure de la tendance d'un polymère à revenir à ses monomères. Lorsqu'un polymère est à sa température plafond, ses vitesses de polymérisation et de dépolymérisation sont égales. Généralement, la température plafond d'un polymère donné est corrélée à l'encombrement stérique de ses monomères. Les polymères avec des températures plafonds élevées sont souvent utiles dans le commerce. Les températures plafonds basses rendent les polymères plus susceptibles à la dépolymérisation.

## Thermodynamique de la polymérisation
À température constante, la réversibilité de la polymérisation peut être déterminée en utilisant l'équation d'enthalpie libre de Gibbs :
{\displaystyle \Delta G_{\text{p}}=\Delta H_{\text{p}}-T\Delta S_{\text{p}}}
{\displaystyle \Delta G_{\text{p}}} est le changement d'enthalpie libre pendant la polymérisation.
{\displaystyle \Delta S_{\text{p}}} est le changement d'entropie pendant la polymérisation.
{\displaystyle \Delta H_{\text{p}}} est le changement d'enthalpie pendant la polymérisation. Il est également connu comme la chaleur de polymérisation, qui est définie par
{\displaystyle \Delta H_{\text{p}}=E_{\text{p}}-E_{\text{dp}}}
où {\displaystyle E_{\text{p}}} et {\displaystyle E_{\text{dp}}} désignent les énergies d'activation de la polymérisation et de la dépolymérisation, respectivement.
L'entropie est la mesure du hasard ou du chaos. Un système a une entropie plus faible lorsqu'il y a peu d'objets dans le système et a une entropie plus élevée lorsqu'il y a beaucoup d'objets dans le système. Parce que le processus de dépolymérisation implique la décomposition d'un polymère en ses monomères, la dépolymérisation augmente l'entropie.
L'enthalpie entraîne la polymérisation.
Aux basses températures, le terme d'enthalpie est supérieur à {\displaystyle T\Delta S_{\text{p}}} et donc l'enthalpie libre est supérieure à zéro. Ceci permet la polymérisation.
À la température plafond, le terme d'enthalpie et le terme d'entropie sont égaux et donc l'enthalpie libre est égale à zéro. Le taux global de polymérisation est nul.
Au-dessus de la température plafond, la vitesse de dépolymérisation est supérieure à la vitesse de polymérisation et donc l'enthalpie libre est inférieure à zéro. Ceci inhibe la formation du polymère.
La température plafond peut être définie par
{\displaystyle T_{\text{c}}={\frac {\Delta H_{\text{p}}}{\Delta S_{\text{p}}}}}

## Équilibre monomère-polymère
Ce phénomène a été décrit pour la première fois par Snow et Frey en 1943. L'explication thermodynamique est fournie par Frederick Dainton et K. J. Ivin en 1948.
À la température plafond, il y aura toujours des monomères en excès dans le polymère en raison de l'équilibre entre la polymérisation et la dépolymérisation. Les polymères dérivés de monomères vinyliques simples ont des températures plafonds si élevées que seule une infime quantité de monomères reste dans le polymère à des températures ordinaires. La situation de l'α-méthylstyrène, PhC(Me)=CH2, constitue une exception à cette tendance. Sa température plafond est d'environ 66 °C. L'encombrement stérique est important dans les polymères dérivés de l'α-méthylstyrène car les groupes phényle et méthyle sont liés au même carbone. Ces effets stériques combinés à la stabilité du radical tertiaire benzyl-α-méthylstyryle donnent à l'α-méthylstyrène sa température plafond relativement basse.
Quand un polymère a une température plafond très élevée, il se dégrade par des réactions de clivage de  liaisons au lieu de la dépolymérisation.

## Exemples
| Monomère                | Tc (°C) | Structure       |
| ----------------------- | ------- | --------------- |
| 1,3-butadiène           | 585     | CH2=CHCH=CH2    |
| éthylène                | 610     | CH2=CH2         |
| isobutylène             | 175     | CH2=CMe2        |
| isoprène                | 466     | CH2=C(Me)CH=CH2 |
| méthacrylate de méthyle | 198     | CH2=C(Me)CO2Me  |
| α-méthylstyrène         | 66      | PhC(Me)=CH2     |
| styrène                 | 395     | PhCH=CH2        |
| tétrafluoroéthylène     | 1 100   | CF2=CF2         |